# 哈欣·纳丁
哈欣·纳丁，全名哈欣·纳丁·卡斯拉尼。是一名巴基斯坦的乌尔都语小说家、诗人和编剧。通过他的电视连续剧剧本，他跻身于该行业的知名作家之列。纳丁在2010年代末开始了他的编剧生涯，他还获得了勒克斯风格奖和时任巴基斯坦总统授予的表演骄傲奖。
纳丁的畅销小说包括《巴克潘卡十二月》、《阿都拉》和《胡达·奥尔·穆哈巴特》。他第一次成名是在2012年，他执导了浪漫电影胡达·奥尔·穆哈巴特，这部小说是根据他自己的同名小说改编的，后来又拍了两季。2015年，他执导了这部电视剧《阿都拉：最后的证人》，这是他的电影处女作。他后来的剧本包括“Dhaani”、“Visaal”和“Ishq Zahe Naseeb”，后者为他赢得了勒克斯风格奖的最佳电视编剧提名。他通过改编自己的小说《Parizaad》获得了评论界的好评。